# Gêmeos xifópagos

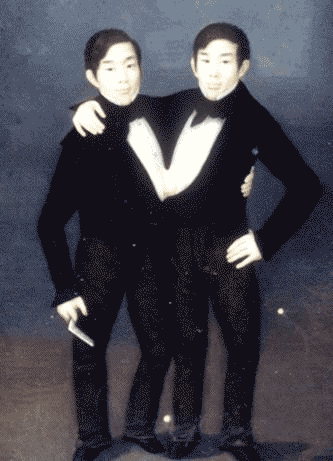
Chang e Eng Bunker.

Os gêmeos siameses, também chamados de gêmeos xifópagos ou gêmeos conjugados, são gêmeos unidos em alguma região do corpo. As possibilidades de causas dos gêmeos conjugados são estudadas a partir da anatomia dos indivíduos. Portanto, nesses casos, a anatomia retoma e tenta explicar a embriologia. Existem diferentes junções e cada uma possui suas próprias individualidades. Não há uma única resposta para a causa de todas as ocorrências de gêmeos conjugados. 
Os estudos sobre e embriologia desses gêmeos são feitas de forma comparada ao desenvolvimento de um embrião humano sem deformidades. Levam-se em conta as primeiras semanas de gestação (terceira e quarta), pois são nelas que ocorrem os eventos mais significativos de crescimento do embrião e mudança de forma e tamanho (clivagem e gastrulação). Além disso, são contabilizados e categorizados a maneira de união entre os gêmeos e a incidência de nascimento deles na população.
As teorias do desenvolvimento embrionário dos gêmeos conjugados são opostas. A primeira é a teoria da fissão sugerindo que um único óvulo fertilizado sofre uma divisão incompleta ou parcial resultando em embriões unidos entre si. A segunda é a teoria da fusão e esta sugere que existem dois discos embrionários fundidos secundariamente em determinadas regiões específicas. 
O termo "siameses" originou-se de uma famosa ocorrência registrada desse fenômeno: os gêmeos Chang e Eng, que nasceram no Reino de Rattanakosin (atual Tailândia) em 1811, colados pelo tórax. Eles casaram, tiveram 22 filhos e permaneceram unidos até o fim de seus dias.
No Brasil, houve dois casos de bebês que nasceram com duas cabeças cada, o primeiro caso no estado da Paraíba e o segundo caso, no estado do Pará.
Existem poucos casos de siameses triplos, pois são muito raros, segundo os médicos. O livro Curiosidades da Medicina de Gould e Pyle cita um caso, no século XIX, na Sicília, onde três garotos teriam nascido com um único tórax, dois corações, dois estômagos, dois pulmões e três cabeças.

## Teorias e desdobramentos
Como dito anteriormente, as teorias sobre o desenvolvimento de gêmeos conjugados são opostas. Artigos mais recentes exibem relatos de experiências feitas na área com modelos de vertebrados (galinha, sapo) e discutem a veracidade da teoria da fissão. Trabalhos mais antigos, feitos apenas com observações em casos clínicos, acreditam que a teoria da fusão seja mais provável.
- Teoria da fusão

A teoria da fusão baseia-se na região física do corpo que está unida e no fato dessa junção necessariamente ocorrer em regiões não recobertas por ectoderme (antes do primeiro mês de gestação). Essas regiões são: rostro do diafragma e do coração, membrana que reveste a região da terminação do tubo digestório e da região da orofaringe ou a região do umbigo. Conforme essas regiões são delineadas os embriões são categorizados pela junção das regiões específicas do corpo, que na maioria das vezes são homólogas. A união dos embriões acontece depois, ou seja, são gêmeos  que se unem em alguma fase da gestação por partes semelhantes: cabeça com cabeça; abdômen com abdômen; nádegas com nádegas, etc. Quando vemos alguma notícia de gêmeos que foram "separados" por cirurgia, trata-se, quase sempre, de um caso destes.
- Teoria da fissão

A teoria da fissão baseia-se na não-disjunção de embriões. Esses embriões originariam gêmeos monozigóticos, ou seja, formados a partir do mesmo zigoto. O disco embrionário não chega a se dividir por completo, produzindo gêmeos que estarão ligados por uma parte do corpo, ou têm uma parte do corpo comum aos dois. O embrião de gêmeos conjugados é, então, constituído de apenas uma massa celular. Estima-se que dentre 40 gestações gemelares monozigóticas, uma resulta em gêmeos interligados por não separação completa. Essa teoria leva em conta o desenvolvimento de gêmeos homozigóticos e o tempo de de divisão entre os embriões.

## Gêmeos monozigóticos: base de Teoria da Fissão
Gêmeos monozigóticos são gerados pela fusão de células sexuais maduras feminina e masculina (gametas). Após a fertilização, sucessivas divisões mitóticas (clivagem) ocorrem gerando um amontoado de células chamadas de blastômeros. Essa etapa de clivagem é essencial para o entendimento das possibilidades que existem acerca do desenvolvimento de certas estruturas. Os gêmeos monozigóticos podem: 
- ter o córion diferente e distintos sacos amnióticos - divisão dos embriões ocorre cedo (3-4 dias após a fertilização)
- ter o mesmo córion e sacos amnióticos distintos - divisão dos embriões ocorre entre os dias 4 e 8
- ter o mesmo córion e o mesmo saco amniótico - divisão tardia (menor porcentagem de sobrevivência entre os três tipos)

Os gêmeos conjugados se enquadram em um determinado tipo de desenvolvimento embrionário onde dividem a mesmo córion e a mesma cavidade amniótica. Essa divisão é a menos usual entre os gêmeos monozigóticos ocorrendo por volta de 13 ou 14 dias após a fertilização. Ao final da clivagem os blastômeros se organizam e formam uma esfera, chamada de blástula. Essa blástula, em gêmeos conjugados, é formado por um único disco com células referentes aos dois embriões. 
Em Kaufman são relatados experimentos de exposição a determinados agentes que funcionariam como inibidores de mitose. Essa inibição interfere na divisão celular (no citoesqueleto e elementos associados) e causaria mudanças físicas e químicas nessas células. Além de fatores inibidores da mitose, e consequente não-disjunção dos embriões formando gêmeos conjugados, o tempo desse evento de clivagem ocorrer parece influenciar no desenvolvimento dos embriões (quanto mais tardio, maior a chance da não disjunção). Os experimentos que elucidam possíveis agentes que atuam em divisões celulares (mitose ou meiose) foram retratados em ratos e demonstram o efeito do álcool na segregação dos cromossomos durante a meiose II. Portanto, o álcool funcionaria como inibidor de meiose podendo causar aneuploidias    

## Casos notórios
- Donzelas de Biddenden - (1100 – 1134)
- Lazarus e Joannes Baptista Colloredo (1617 – c. 1646)
- Chang e Eng Bunker (1811 – 1874)
- Wilson e Denis Chambers (1910 –)
- Louis e Carl Von Stevenson (1942 - 1996)
- Millie e Christine McCoy (1851 – 1912)
- Daisy e Violet Hilton (1908 – 1969)
- Masha e Dasha Krivoshlyapova (1950 – 2003)
- Ronnie e Donnie Galyon (1951 – 2020)
- Lori e Dori Schappell (1961 – 2024)
- Abigail e Brittany Hensel (1990–)
- Krista e Tatiana Hogan (2006–)
- Maria Ysabelle e Maria Ysadora  (2016-)

## Lateralidade em gêmeos conjugados
Os estudos de caso obedecem a categorização dos gêmeos de acordo com o ponto de junção (ventral, lateral ou dorsal). Casos de defeitos na lateralidade são vistos, na maioria das vezes em thoracopagi (embriões unidos pelo peito e abdômen) e em dicephali (embriões unidos pelo peito) onde o coração desenvolve-se de forma espelhada em um dos embriões. Levin  observa que gêmeos unidos pela cabeça ou pela pelvis não apresentam defeitos na lateralidade. Ele ainda observou que quando ocorre essa anormalidade ela se expressa no embrião do lado direito. 

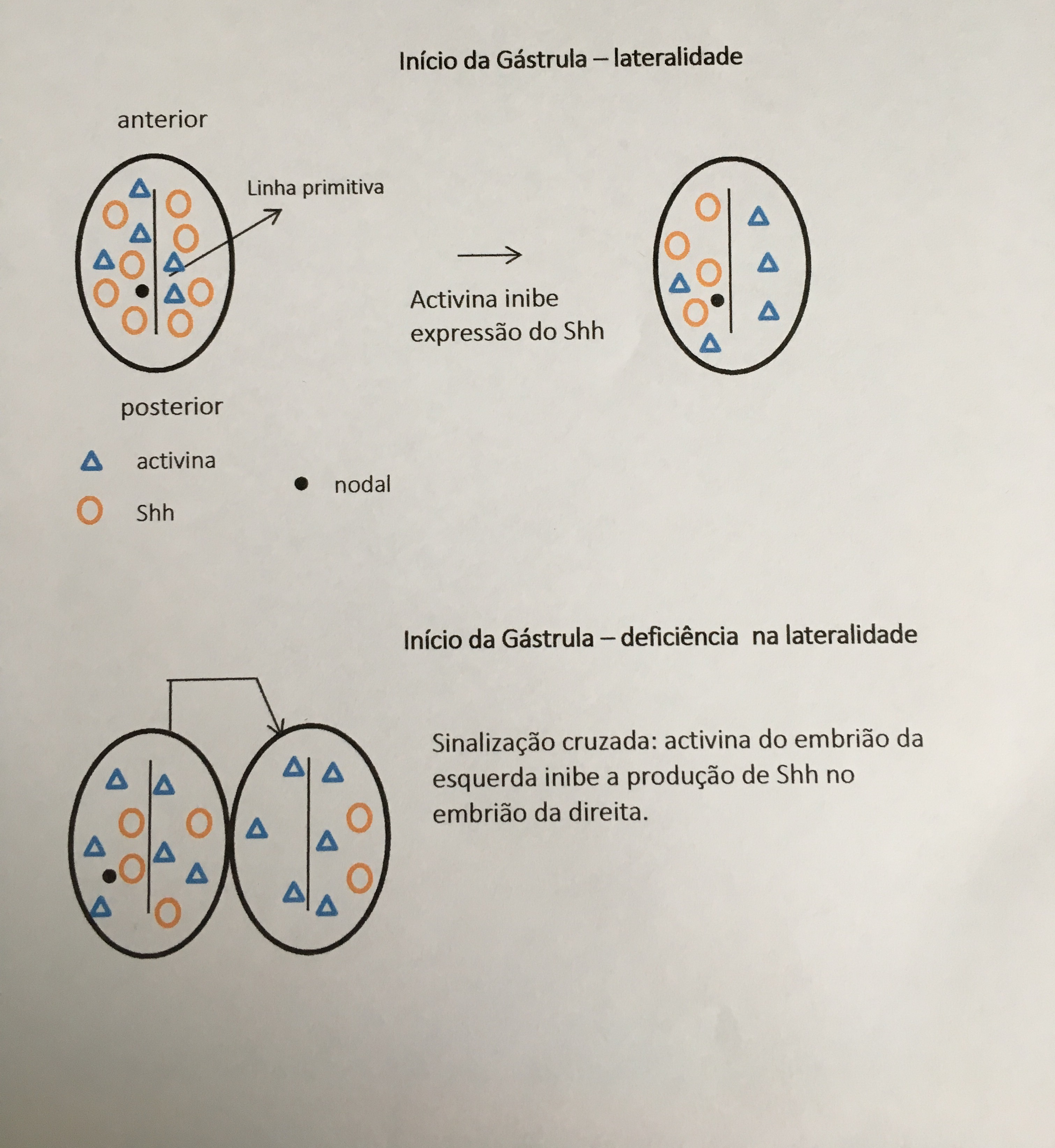

Para tais casos foram estudados o que ocorre com o desenvolvimento embrionário de galinhas. A assimetria entre os lados do estágio de gástrula é regulada por uma cascata de sinalizações esquematizada ao lado. No início da gastrulação ocorre o surgimento da linha primitiva no disco embrionário. Essa linha é composta por proliferação de células que migram para a região central. Nessa etapa de gástrula e de futura morfogênese, as células possuem outro tipo de distribuição e dividem-se em camadas distintas: o que anterior a esse processo era chamado de embrioblasto, agora é dividido em epiblasto e hipoblasto.  A linha primitiva tem seu surgimento na região caudal do embrião e seu término culmina na extremidade do rostro. A linha primitiva ainda pode ser dividida em anterior e posterior. A parte anterior derivará em endoderme, mesoderme (interna) e nó primitivo e, a região posterior derivará em mesoderme e mesoderme pós embrionária. Esses folhetos citados originarão, por exemplo, o cório e o amnion.   
O gene Shh e sua expressão está relacionado com a assimetria durante a gastrulação em galinhas, quando presente em um dos lados ativa a expressão de proteínas específicas responsável pela organogênese . A activina (lado direito do embrião) inibe a expressão do gene Shh do lado direito do embrião. O Shh (do lado esquerdo) é responsável por induzir nodal (na esquerda) que é responsável pela mesoderme em vertebrados. Portanto, o Shh só manifesta-se do lado esquerdo de um embrião com desenvolvimento normal, gerando os padrões de assimetria que conhecemos (órgãos e tecidos). 
Pode acontecer um tipo de sinalização cruzada em gêmeos monozigóticos. Por razões ainda desconhecidas, duas linhas primitivas podem organizar-se de forma paralela (ocorrido em experimentações com galinhas). Desse modo dois embriões serão gerados e cada um deles terá a a formação de uma linha primitiva. Activina expressa do lado direito do embrião esquerda inibirá a expressão de Shh do lado esquerdo do outro embrião (direito). O embrião da esquerda apresentará normal expressão de seus genes, enquanto que a inibição de Shh no direito acarretará em não expressão da nodal e consequentemente o espelhamento do coração. 
Esse problema envolvendo a lateralidade em gêmeos conjugados serve de base para tentar entender os dois tipos de teoria que existem acerca do tema. Kaufman contrapõe a teoria da fusão mostrando que se essa teoria fosse a correta, todos os casos de gêmeos gerados na mesma cavidade amniótica possuiriam anormalidades quanto à lateralidade (mesmo sendo disjuntos). 